# جسیکا کرکلند
 جسیکا کرکلند (انگلیسی: Jessica Kirkland؛ زاده ۱۰ نوامبر ۱۹۸۷) یک تنیس‌باز اهل ایالات متحده آمریکا است.